# Sylvain Azougoui
Sylvain Azougoui (Lomé, c. 1983-Bongoville, 20 de abril de 2014) fue un futbolista togolés de ascendencia beninesa que jugaba en la demarcación de portero.

## Biografía
Se unió al Racing Club de Masuku en 2003, a los 20 años de edad. Ocho años después, el club pasó a llamarse AC Bongoville tras ser traspasado de Libreville a Bongoville, y tras esto, Azougoui y el club ascendieron a la Primera División de Gabón, la principal liga del país. Tras su primera temporada en la máxima categoría, ayudó al club a finalizar la liga en novena posición, y quedando eliminados en dieciseisavos de final en la Copa Interclubes de Gabón.
El 20 de abril de 2014, en un partido contra el Cercle Mbéri Sportif de la Primera División de Gabón, el delantero del Cercle Mbéri Sportif se resbaló al disparar a portería y le pisó la cabeza, provocándole la muerte mientras estaba siendo trasladado al hospital.

## Clubes
| Club       | País  | Año         |
| ---------- | ----- | ----------- |
| Bongoville | Gabón | 2003 - 2014 |

## Palmarés

### Campeonatos nacionales
| Título                        | Club       | País  | Año  |
| ----------------------------- | ---------- | ----- | ---- |
| Gabon Championnat National D2 | Bongoville | Gabón | 2011 |